# Suelves
Suelves ist ein spanischer Ort im Pyrenäenvorland in der Provinz Huesca der Autonomen Gemeinschaft Aragonien. Der Ort gehört zur Gemeinde Bárcabo. Suelves hat seit den 1990er Jahren keine Einwohner mehr. 

## Sehenswürdigkeiten
- Kirche